# Asun Noales Alpañez
Asun Noales Alpañez (Elche, 17 de marzo de 1972) es una bailarina, coreógrafa y docente española, fundadora y directora de la compañía de danza contemporánea OtraDanza y del festival Abril en Danza.

Es miembro fundador de la Academia de las Artes Escénicas de España  y presidenta de la Asociación Valenciana de Empresas de Danza.

## Biografía

### Formación y primeros años
Asun Noales, nacida en Elche en 1972, comienza su formación en danza clásica en la escuela de Matilde Antón, situada en Santa Pola, a la edad de seis años. Cuando cumple diez años su familia se traslada a Elche y, desde 1982 a 1993, amplía estudios en danza clásica y española en la Escuela de Danza Pilar Sánchez. En 1988 se titula en la especialidad de Ballet en el Conservatorio "Oscar Esplá" de Alicante y, en el 1993, finaliza los estudios de Baile Español en este mismo centro.
En 1994 ingresa en el Instituto del Teatro de Barcelona para estudiar el Título en Interpretación y Coreografía, en la especialidad de danza contemporánea. Durante esta etapa formativa de tres años, que acabará en 1997, recibe clases de docentes como Guillermina Coll, Gilberto Ruiz Lang y Avelina Argüelles, así como de profesores invitados como Maxine Steinman, Karine Saporta, Toni Mira, Karemia Moreno, Marta Munsó, María Muñoz, Pep Ramis o Àngels Margarit. Además, consigue una beca de estancia en el Centro Coreográfico de Montpellier y realiza un intercambio con el Conservatorio Nacional de París.

## Trayectoria profesional

### Experiencia como intérprete
Como intérprete, Asun Noales ha trabajado en numerosas compañías. Formó parte del Ballet Joven de Alicante y del Ballet Contemporáneo de Barcelona, y también bailó en las compañías de danza de Àngels Margarit, Roberto G. Alonso, Avelina Argüelles, Pepe Hevia, Janette Moreno, Rick Merril y Vicente Sáez, entre otras.
Asimismo, ha interpretado coreografías de creadores como Luc Buoy, Santiago Sempere, Gustavo Ramírez Sansano, Antonio Canales, Ramón Oller, Toni Aparisi o Gigi Cachiuleanu, y ha participado como bailarina invitada en las siguientes producciones:
- Coppelia (1998) con la Compañía Tanz Forum Köln (Alemania).[3]
- Lamento di Tristano (2002) con la Compañía Lais Dansa, Capella de Ministres y el Instituto Valenciano de la Música.[3][20]
- Lamento, sobre la leyenda de Tristán e Isolda (2003) con la Compañía Licanus Management y Teatres de la Generalitat, siendo la coreografía de Santiago Sempere.[21]
- Congelado en el tiempo (2005) con el Centro Coreográfico de la Generalitat Valenciana, siendo la coreografía de  Ramón Oller.[3][22]
- La venta del cruce (2007) con la Compañía La Carátula.[3]

### Creación coreográfica
Entre 2001 y 2006 codirigió la compañía de danza Patas Arriba junto a Arantxa Sagardoy, con la que presentó espectáculos como Tinajas (2002), Mixto (2003), Percudanza (2004), Dícese/Sacra (2004), Storyboard (2005), Islas (2005) y Afán (2006). Con Dícese/Sacra, una creación conjunta entre Noales y el coreógrafo Gustavo Ramírez Sansano, obtuvo en 2005 los premios a Mejor Espectáculo de Danza y Mejor Dirección Coreográfica en los Premios de las Artes Escénicas de la Comunidad Valenciana. Durante esta etapa también creó varias piezas cortas que obtuvieron reconocimiento en certámenes especializados. Su dúo En sueños (2001) ganó el III Premio en el I Certamen Burgos - Nueva York, Tiempos centrífugos (2003) logró el III Premio en el Certamen Masdanza de Maspalomas, y la pieza Tan lejos tan cerca (2005) quedó finalista en el Certamen Coreográfico Burgos - Nueva York y fue seleccionada para la International Tanzmesse de Dusseldorf 2006.
En 2007 fundó su propia compañía de danza, OtraDanza, un proyecto personal con sede en Elche y residencia artística en el centro cultural L’Escorxador de esta misma ciudad desde 2008. Bajo este sello, Noales ha desarrollado un repertorio prolífico. Entre sus creaciones destacan las galardonadas en los Premios de las Artes Escénicas de la Generalitat: Tierra (2009), Back (2010) Vigor Mortis (2020), y Sempere (2023). Otras representaciones de su compañía también incluyen piezas dirigidas al público infantil y familiar, como Eureka (2012) o Eva y Adán (2015); creaciones de inspiración histórica, como Juana (2015); y propuestas multidisciplinares, como Rito (2016), desarrollada junto a los artistas alicantinos Susana Guerrero (artes visuales), Pepe Andreu (cine) y Luis Ivars (música).
Uno de sus mayores éxitos como coreógrafa se produjo en 2020 con La mort i la donzella, una pieza que se adentra en el cuarteto de cuerda nº14 en Re menor de Franz Schubert. Encargada por el Institut Valencià de Cultura, esta obra se convirtió en una de sus más premiadas, al obtener seis galardones en los Premios de las Artes Escénicas de la Generalitat y tres más en los Premios Max (Mejor Espectáculo de Danza, Mejor Dirección Coreográfica y Mejor Diseño de Iluminación).
Otros encargos importantes que ha recibido Asun Noales incluyen los de producciones como Llebeig (2008), a solicitud del Ballet de Teatres de la Generalitat Valenciana; El gran banquete (2009), a petición del Teatro Chapí de Villena en conmemoración del aniversario del compositor Ruperto Chapí; Mater (2010), por el Festival Medieval d'Elx; Focus (2019) y La consagración de la primavera (2019), por la Jove Orquestra de la Generalitat Valenciana; o Romeo y Julieta (2024), por el ADDA Simfònica de Alicante.
| Año  | Obra                                                         |
| ---- | ------------------------------------------------------------ |
| 2007 | Orillas                                                      |
| 2007 | En el límite                                                 |
| 2008 | Tierra                                                       |
| 2008 | Óyeme con tus manos                                          |
| 2008 | Salpícate, salpícame                                         |
| 2008 | Mujeres (pieza de calle)                                     |
| 2009 | Back                                                         |
| 2009 | Lost & Found                                                 |
| 2009 | El gran banquete                                             |
| 2010 | Mater                                                        |
| 2010 | Es tan poco (pieza)                                          |
| 2010 | Soy lo que fuimos (pieza)                                    |
| 2011 | Ara                                                          |
| 2012 | Tattoo                                                       |
| 2012 | Eureka                                                       |
| 2013 | Piel (dúo de calle)                                          |
| 2013 | Blanco sobre negro (pieza)                                   |
| 2014 | Puntadas (pieza de calle)                                    |
| 2014 | Da Capo                                                      |
| 2014 | Vacío (pieza de calle)                                       |
| 2015 | Polvo                                                        |
| 2015 | Juana                                                        |
| 2015 | Eva y Adán                                                   |
| 2016 | Rito                                                         |
| 2016 | Clandestino                                                  |
| 2017 | Pélvico                                                      |
| 2018 | Pi                                                           |
| 2018 | Melon & Watermelon                                           |
| 2019 | Arbre                                                        |
| 2019 | 10 sonetos                                                   |
| 2020 | Vigor Mortis                                                 |
| 2021 | La banda                                                     |
| 2022 | Delicatessen                                                 |
| 2023 | Sempere                                                      |
| 2024 | Al punto (pieza de calle)                                    |
| 2025 | Prometeo                                                     |
| 2025 | Semperiana (versión de Sempere adaptada como pieza de calle) |

Además de su presencia en España, y en particular en la Comunidad Valenciana, las producciones de Noales han tenido alcance internacional. Sus trabajos se han presentado en escenarios y festivales de más de veinticinco países, como el Ailey Citigroup Theater de Nueva York, la Internationale Tanzmesse de Dusseldorf, el Jacob´s Pillow Dance de Massachusetts, el Festival Mawazine de Rabat, el Seoul Drum Festival o el Edinburgh Fringe Festival y, a nivel nacional, en Madrid en Danza, Danza Gijón y el Mercat de les Flors de Barcelona.

#### Colaboraciones destacadas
A lo largo de su carrera, Asun Noales ha colaborado como coreógrafa invitada con diversas compañías e instituciones.
| Año  | Obra                            | Entidad |
| ---- | ------------------------------- | --- |
| 2003 | Entre                           | Compañía Passarelles (Bélgica) |
| 2005 | Three thoughts for a place      | Universidad Suny Purchase (Nueva York, EEUU) |
| 2006 | Espadas como labios             | Compañía UNA Danza Joven (Heredia, Costa Rica) |
| 2007 | Huella                          | Compañía Take Dance Company (Nueva York, EEUU) |
| 2007 | Invisibles                      | Fundación Reina Sofía (España) |
| 2008 | Frágil                          | Centro Coreográfico de Teatres de la Generalitat (Comunidad Valenciana, España) |
| 2008 | Llebeig                         | Ballet de Teatres de la Generalitat Valenciana (Comunidad Valenciana, España) |
| 2011 | Joanna                          | Compañía Luna Negra Dance Theatre (Chicago, EEUU) |
| 2016 | Wings in my heart               | Compañía Rigolo Swiss Nouveau Cirque (St. Gallen, Suiza) |
| 2019 | Focus                           | Jove Orquestra de la Generalitat Valenciana |
| 2019 | La consagración de la primavera | Jove Orquestra de la Generalitat Valenciana |
| 2019 | Rebellen                        | Compañía Tanzcompagnie Gießen (Gießen, Alemania) |
| 2020 | La mort i la donzella           | Instituto Valenciano de Cultura |
| 2022 | Desiderata                      | Compañía Axis Dance Company (San Francisco) en coproducción con el Joyce Theatre (Nueva York) para el festival Jacob´s Pillow                                                                                               |
| 2022 | Airaferma                       | Instituto Alicantino de Cultura Juan Gil-Albert (Primera Residencia de Investigación de Artes Escénicas "Petricor" para impulsar proyectos que garanticen la protección medioambiental, desarrollada en la isla de Tabarca) |
| 2023 | Pulmón                          | Compañía Tanzcompagnie Osnabrück (Osnabrück, Alemania) |
| 2024 | Llebeig (reposición)            | Valencia Dancing Forward (Valencia, España) |
| 2024 | Romeo y Julieta                 | ADDA Simfònica de Alicante (España) |
| 2025 | Prometeo                        | Les Arts, Dansa València, Instituto Valenciano de Cultura, Auditorio de Tenerife y Centro de Danza Matadero |

### Labor docente
Desde 2003, Noales ha desarrollado una faceta pedagógica de manera paralela a su labor creativa. Ha sido profesora y coreógrafa en numerosas instituciones nacionales e internacionales. De forma regular, ha impartido cursos y clases magistrales en el Centro Coreográfico de Teatres de la Generalitat Valenciana y es docente titular en el Conservatorio Profesional de Danza "José Espadero" de Alicante desde 2008. También dirige los proyectos pedagógicos Dansa per a Tots (2006–), Proyecto GoOD (2012–) y Dansa per a Tots Junior (2015–), así como la formación de la Jove Companyia de Dansa de l'Alacantí en el 2017.
En el ámbito internacional, ha colaborado con instituciones como el Summer Dance International Burgos-NY (2003-2007), la Universidad Purchase College de Nueva York (2005), la Universidad Nacional en Heredia (Costa Rica, 2006) y la Universidad Mayor de Santiago de Chile (2005), además de impartir clases para las compañías nacionales de El Salvador y Costa Rica.

## Difusión de la danza

### Abril en Danza
El festival Abril en Danza nació en 2012 como una iniciativa de la compañía OtraDanza, dirigida por la coreógrafa Asun Noales, en colaboración con el Ayuntamiento de Elche. Concebido en el marco del Día Internacional de la Danza (29 de abril), el evento tiene como objetivos principales la divulgación de esta disciplina y la creación de una plataforma para que intérpretes emergentes puedan promocionar sus trabajos y establecer contacto con profesionales consolidados del sector.
Cada primavera, el festival reúne espectáculos de compañías de ámbito nacional e internacional. De forma paralela, se organizan actividades como talleres, clases magistrales y mesas redondas con el fin de acercar la danza a la sociedad y fomentar la creación de nuevos públicos.
Originalmente ubicado en Elche, el festival ha expandido su alcance territorial a lo largo de los años. En ediciones recientes, su programación se desarrolla de forma simultánea en las ciudades de Alicante, Elche y Murcia.
En 2025, el festival celebró su 14 edición. Abril en Danza se ha consolidado como un evento de referencia para la danza en el sureste español. Cuenta con el apoyo de instituciones públicas y privadas, entre las que se encuentran los ayuntamientos de las tres ciudades sede, el Institut Valencià de Cultura, la Fundación Mediterráneo, el Teatro Principal de Alicante, el Centro Párraga de Murcia, los conservatorios profesionales de danza de Alicante y Murcia, el Instituto Alicantino de Cultura Juan Gil-Albert y la Asociación Valenciana de Empresas de Danza, entre otros colaboradores.

### Proyecto GoOD
El Proyecto GoOD es un programa de formación y profesionalización en danza contemporánea iniciado en 2012, con el respaldo de la compañía OtraDanza, dirigida por Asun Noales.
El objetivo principal del proyecto es servir de puente entre la formación académica y el ámbito profesional de la danza. Surgió como respuesta a la dificultad que encuentran los jóvenes bailarines para acceder a compañías profesionales sin experiencia escénica previa. Actúa como una plataforma de lanzamiento que ofrece a los participantes herramientas técnicas, artísticas y de gestión para desarrollar su identidad profesional y facilitar su inserción laboral.
El programa, que se desarrolla de enero a mayo, combina un entrenamiento intensivo de alto rendimiento con una formación integral. Incluye clases de técnica, talleres con artistas invitados, formación en hábitos saludables y una introducción a disciplinas complementarias como la gestión de proyectos, la iluminación o la composición musical. Los bailarines en formación trabajan el repertorio de OtraDanza y de otros creadores. El proceso educativo culmina con la presentación de una pieza en el marco del Festival Abril en Danza.
Además de la formación de intérpretes, el Proyecto GoOD busca dinamizar el tejido social y artístico de su entorno, colaborando con otros espacios escénicos y artistas de la zona. Los participantes son seleccionados anualmente a través de una audición que se realiza durante el curso intensivo de verano Dansa per a Tots, organizado también por OtraDanza.

### Dansa x a Tots
Dansa per a Tots ("Danza para todos" en castellano), es un curso intensivo de danza contemporánea organizado anualmente desde el 2006 por la compañía OtraDanza, dirigida por la coreógrafa Asun Noales. El evento se estrenó en Altea, pero actualmente se desarrolla durante una semana en el Centro de Cultura Contemporánea Escorxador de Elche, donde la compañía tiene su residencia.
El programa formativo está diseñado para que los participantes exploren el lenguaje coreográfico y el universo creativo de OtraDanza. Las jornadas incluyen clases de técnica e improvisación, así como el aprendizaje de fragmentos del repertorio de la compañía. El curso cuenta también con la participación de bailarines invitados y becados en distintos certámenes coreográficos, fomentando el intercambio artístico.
Además de la formación, el evento sirve como plataforma para nuevos talentos, ya que funciona como audición para el Proyecto GoOD, un programa de formación profesional que ofrece becas a los bailarines seleccionados.
El curso concluye con una muestra abierta al público en el espacio La Nau, donde los participantes presentan el trabajo realizado durante la semana.

## Premios y reconocimientos
| Año  | Premio                                                                          | Categoría                    | Montaje               |
| ---- | ------------------------------------------------------------------------------- | ---------------------------- | --------------------- |
| 2002 | Certamen Internacional de Coreografía Burgos-Nueva York                         | III Premio                   | En sueños             |
| 2003 | Certamen Coreográfico 8 Masdanza                                                | III Premio                   | Tiempos centrífugos   |
| 2005 | Premio de las Artes Escénicas de la Generalitat Valenciana                      | Mejor espectáculo de danza   | Dícese/Sacra          |
| 2005 | Premio de las Artes Escénicas de la Generalitat Valenciana                      | Mejor dirección coreográfica | Dícese/Sacra          |
| 2009 | Premio de las Artes Escénicas de la Generalitat Valenciana                      | Mejor dirección coreográfica | Llebeig               |
| 2009 | Premio de las Artes Escénicas de la Generalitat Valenciana                      | Mejor espectáculo de danza   | Tierra                |
| 2010 | Premio de las Artes Escénicas de la Generalitat Valenciana                      | Mejor espectáculo de danza   | Back                  |
| 2010 | Premio de las Artes Escénicas de la Generalitat Valenciana                      | Mejor dirección coreográfica | Back                  |
| 2010 | Premio Abril                                                                    | Mejor intérprete femenina    | El gran banquete      |
| 2019 | DanzaTTack, Festival Internacional de Danza y CineDanza                         | Primer premio                | Rito                  |
| 2020 | Premio de las Artes Escénicas de la Generalitat Valenciana                      | Mejor intérprete femenina    | Vigor Mortis          |
| 2021 | Premio MAX de las Artes Escénicas                                               | Mejor espectáculo de danza   | La mort i la donzella |
| 2021 | Premio MAX de las Artes Escénicas                                               | Mejor dirección coreográfica | La mort i la donzella |
| 2021 | Premio de las Artes Escénicas de la Generalitat Valenciana                      | Mejor dirección coreográfica | La mort i la donzella |
| 2021 | Premio de la Asociación de Profesionales de la Danza de la Comunidad Valenciana | Creadora destacada           | La mort i la donzella |
| 2024 | Premio de las Artes Escénicas de la Generalitat Valenciana                      | Mejor espectáculo de danza   | Sempere               |

Otros reconocimientos
- Sus espectáculos Back, Da Capo, El gran banquete, Eva y Adán, La banda y Tan lejos tan cerca son incluidos como recomendaciones de la Red Nacional de Teatro.[309]

- Sus espectáculos Ara, Da Capo, Sempere, Tattoo y Vigor Mortis son elegidos para el circuito Danza a Escena.[309]

- 2010 Premio "Ilicitanos en la onda" en la categoría de arte.[1][310]

- 2013 Premio a una artista invitada en el Festival SoloDos en danza Barva/Costa Rica otorgado en el Certamen Internacional de Coreografía Burgos Nueva York.[38]

- 2016 Premio José Estruch a la mejor producción de danza por Clandestino.[311][312][313]

- 2018 Premio "Dàtil d'Or", otorgado por la Asociación de Informadores de Elche.[4][314][315][316]

- 2018 Medalla de Honor de las Artes Escénicas, por el Ateneo de Alicante.[317][318]

- 2019 Medalla de Plata del Bimil·lenari, concedida por el Ayuntamiento de Elche.[319][320][321]

- 2021 Premio Miguel Hernández en la categoría de arte, concedido por la Diputación de Alicante.[322][323][324]

- 2022 Premio Importantes, concedido por el Diario Información.[325][326][327][328]

- 2023 Elegida entre las 100 mujeres más influyentes de la provincia de Alicante por el diario El Español.[265]

- 2024 Premio Lola Puntes, concedido por la Agrupación Socialista de Elche.[329][330]